# Gothic Kabbalah
Gothic Kabbalah (с англ. — «Готическая каббала») — тринадцатый студийный альбом шведской рок-группы Therion, вышедший в 2007 году. Альбом был выпущен на двух дисках из-за большого объёма материала. Последний альбом «классического» состава группы с братьями Ниеманнами.
На песни «Son of the Staves of Time» и «Adulruna Rediviva» были сняты видеоклипы, опубликованные на YouTube. Песня «Wand of Abaris» была выпущена отдельным синглом.

## Стиль и концепция
В отличие от предыдущих альбомов, в которых почти всю музыку писал основатель и гитарист группы Кристофер Йонссон, на Gothic Kabbalah к написанию песен приложили руку все участники группы: братья Кристиан и Йохан Ниеманны, ударник Петер Карлсон, вокалисты Матс Левен и Сноуи Шоу. Это привело к заметному отличию в стиле от предыдущих работ в сторону утяжеления: некоторые песни в альбоме больше напоминают прогрессив-метал и классический хэви-метал, чем типичный для группы симфоник-метал.
Тексты были написаны постоянным поэтом группы Томасом Карлсоном. В отличие от альбомов Sirius B и Lemuria, акцент был сделан не на мифологии, а на средневековых гностических учениях и тайной алхимии. Основой для концепции послужили труды шведского эзотерика XVII века Иоганна Буреуса, именно о нём рассказывает песня «Son of the Staves of Time».

## Список композиций
Все тексты написаны Томасом Карлссоном.
| №   | Название                    | Музыка                           | Длительность |
| --- | --------------------------- | -------------------------------- | ------------ |
| 1.  | «Der Mitternachtslöwe»      | К. Йонссон, М. Левен             | 5:38         |
| 2.  | «Gothic Kabbalah»           | П. Карлссон                      | 4:33         |
| 3.  | «The Perennial Sophia»      | Й. Ниманн, М. Левен, П. Карлссон | 4:54         |
| 4.  | «Wisdom and the Cage»       | К. Ниманн, П. Карлссон           | 5:01         |
| 5.  | «Son of the Staves of Time» | М. Левен                         | 4:47         |
| 6.  | «Tuna 1613»                 | П. Карлсон, С. Шоу               | 4:23         |
| 7.  | «Trul»                      | П. Карлссон                      | 5:11         |
| 8.  | «Close Up the Streams»      | К. Йонссон, М. Левен             | 3:55         |
| 9.  | «The Wand of Abaris»        | К. Йонссон, К. Ниеманн           | 5:51         |
| 10. | «Three Treasures»           | К. Йонссон                       | 5:20         |
| 11. | «Path to Arcady»            | К. Ниманн, П. Карлссон           | 3:54         |
| 12. | «TOF — the Trinity»         | К. Ниманн, М. Левен, П. Карлссон | 6:18         |
| 13. | «Chain of Minerva»          | Й. Ниманн, М. Левен, П. Карлссон | 5:21         |
| 14. | «The Falling Stone»         | П. Карлссон                      | 4:46         |
| 15. | «Adulruna Rediviva»         | К. Йонссон, К. Ниманн            | 13:37        |

## В записи приняли участие

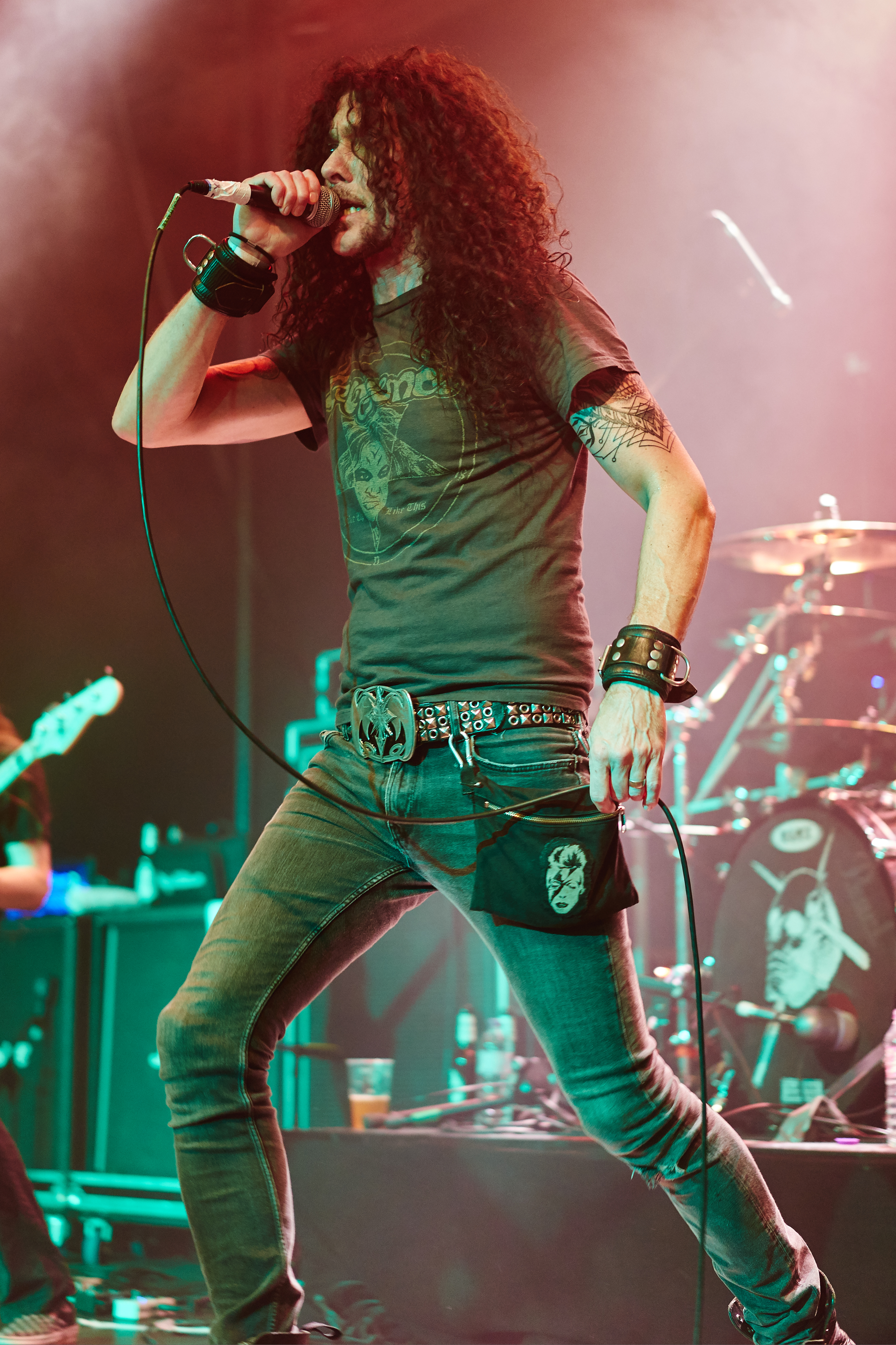
Gothic Kabbalah — последний альбом Therion с Матсом Левеном в основном составе. Он был одним из основных вокалистов и соавтором нескольких песен

| - Кристофер Йонссон — гитара, программирование, вокал - Кристиан Ниманн — гитара, клавишные - Йохан Ниманн — бас-гитара, акустическая гитара - Петер Карлссон — ударные - Матс Левен — вокал, гитара Вокалисты - Мужской вокал - Матс Левен - Сноуи Шоу - Йонас Самуэльсон-Нербе - Сопрано - Анна Нихлин - Катарина Лилья - Ханна Хольгерсон - Карин Фьелландер | Приглашённые музыканты - Кен Хенсли (Uriah Heep) — орган Хаммонда - Йоаким Свальберг — орган Хаммонда - Рольф Пилотти — флейта - Стефан Глауманн (продюсер) — тамбурин |

## Позиции в чартах
| Чарт                            | Позиция |
| ------------------------------- | ------- |
| Бельгия/Фландрия (Ultratop)     | 85      |
| Бельгия/Валлония (Ultratop)     | 83      |
| Франция (SNEP)                  | 58      |
| Германия (Offizielle Top 100)   | 59      |
| Нидерланды (Album Top 100)      | 55      |
| Швеция (Sverigetopplistan)      | 26      |
| Швейцария (Schweizer Hitparade) | 73      |